# Meine Schwester und ich (Operette)
Meine Schwester und ich ist ein Musikalisches Lustspiel in zwei Akten mit Vor- und Nachspiel. Ralph Benatzky komponierte nicht nur die Musik, sondern schrieb auch das Libretto zusammen mit Robert Blum. Als Vorlage diente ihnen ein Lustspiel von Berr und Verneuil. Die Operette erlebte ihre Uraufführung am 26. März 1930 am Komödienhaus in Berlin. Die Besetzung der Rollen nach bestimmten Stimmlagen – wie in der nebenstehenden Infobox angegeben – ist nicht zwingend; sie können auch mit singenden Schauspielern besetzt werden.
Die Besetzung der Uraufführung bestand aus Film- und Kabarettstars der damaligen Zeit. Dazu gehörten Liane Haid als Dolly, Oskar Karlweis als Fleuriot, Margarete Schlegel als Irma, Felix Bressart als Filosel. Als Orchester wirkte die Lewis Ruth Band.

## Orchester
Eine Flöte, eine Oboe, zwei Saxophone, zwei Klarinetten, ein Fagott, zwei Hörner, zwei Trompeten, eine Posaune, eine Harfe, eine Celesta, ein Banjo, Schlagzeug und Streicher. Für die Bühnenmusik braucht man eine Violine und ein Klavier. Diese Orchestration entspricht jedoch nicht der Besetzung der Lewis Ruth Band.

## Handlung
Das Werk spielt in Paris und Nancy zur Zeit der Uraufführung, also um 1930.

### Vorspiel
Bild: Gerichtssaal
Der nächste Fall wird aufgerufen. Das Ehepaar Dolly und Dr. Roger Fleuriot tritt vor den Scheidungsrichter. „Wegen unüberwindlicher Abneigung“ wollen sie, dass ihre Ehe aufgelöst wird. Dem Richter kommt dies seltsam vor, denn die beiden machen den Eindruck, als seien sie immer noch ineinander verliebt. Er fordert sie deshalb auf, zu erzählen, wie sie sich kennengelernt haben und wie sich ihre Ehe entwickelt hat. Dr. Fleuriot lässt sich nicht lange bitten. Sogleich befolgt er den Rat des Richters.

### Erster Akt
Bild: Bibliothek im Schloss Saint-Labiche in Paris
Prinzessin Dolly hat das Schloss Saint-Labiche geerbt. Die reiche junge Frau kann es sich leisten, einen eigenen Bibliothekar zu beschäftigen. Der Musikwissenschaftler Roger Fleuriot hat den Zuschlag bekommen. Eigentlich schwärmt er für seine Arbeitgeberin, ist aber viel zu schüchtern, um ihr seine Gefühle zu zeigen. Weil er aus einfachen Verhältnissen stammt, betrachtet er ihren Reichtum als Barriere, die es ihm verbietet, der Dame des Hauses über das geschäftliche Verhältnis hinaus näher zu kommen.
Dolly sähe es gerne, wenn ihr Bibliothekar um sie würbe. Ihre zarten Versuche, ihn aus der Reserve zu locken, führen aber nicht zum Ziel. Sie hat zwar einen Verehrer, den reichen Grafen Lacy, aber mehr als freundschaftliche Gefühle empfindet sie für diesen nicht. Sie sagt ihm auch ganz offen ins Gesicht, dass sie ganz unglücklich verliebt sei. In wen, lässt sie offen.
Roger kann es auf Dauer nicht ertragen, tagtäglich eine Frau zu treffen, die er insgeheim liebt, der er aber seine wahren Gefühle nicht offenbaren kann. Um auf andere Gedanken zu kommen, hat er sich an der Universität von Nancy mit Erfolg um eine Professur beworben. Heute ist sein letzter Arbeitstag auf Schloss Saint-Labiche. Als er sich von seiner Chefin verabschiedet, erklärt sie ihm, ihre Schwester arbeite in Nancy als Verkäuferin im Schuhgeschäft Filosel. Wenn er ohnehin in diese Stadt gehe, möge er doch ihrer Schwester einen Ring samt Brief überbringen. Gerne erklärt sich Roger dazu bereit. Was dieser aber nicht weiß ist, dass Dolly diese Schwester nur erfunden hat, um sie nachher selbst zu spielen.

### Zweiter Akt
Bild: In einem Schuhgeschäft in Nancy
Monsieur Filosel, der Inhaber des gleichnamigen Schuhgeschäfts, hat Probleme mit seiner Verkäuferin Irma. Sie hat dauernd Flausen im Kopf und träumt davon, einmal Star in einer Revue zu sein. Immer wieder muss er sie aus ihrem Wolkenkuckucksheim auf den Boden der Tatsachen zurückholen. Der Geschäftsmann ist deshalb hoch beglückt, als eine hübsche junge Dame bei ihm vorspricht und ihn bittet, sie als Verkäuferin einzustellen. Als Irma wieder einmal nicht bei der Sache ist, wird ihr gekündigt. Weil sie aber eine gute Abfindung erhält, schert sie sich nicht weiter drum, sondern nimmt alles gelassen hin.
Schon nach kurzer Zeit betritt Dr. Fleuriot das Geschäft. Im Nu erkennt er, dass die Verkäuferin Dollys Schwester sein muss, denn die Ähnlichkeit ist wirklich verblüffend. Es ist für ihn Liebe auf den ersten Blick. Und die Schwester scheint auch nicht so reich zu sein, sonst würde sie wohl kaum in einem Schuhgeschäft arbeiten. Sofort lädt er die Verkäuferin auf den Abend zu einem Glas Wein ein und schwebt auf Wolke 7, als sie ihm keinen Korb gibt. Auch Dolly kann es kaum fassen, dass ihr Plan so gut zu gelingen scheint.
Kaum hat Roger den Laden verlassen, kommt ein neuer Kunde. Es ist Graf Lacy. Irgendjemand scheint ihm verraten zu haben, wohin das Schicksal seine Angebetete geführt hat. Deshalb ist er ihr nachgereist. Als er von der übermütigen Irma bedient wird, ist er gleich Feuer und Flamme für sie. Dieses Mädchen scheint wirklich viel besser zu ihm zu passen als Dolly. Er lädt sie ein, mit ihm nach Monte Carlo aufzubrechen, und Irma lässt sich nicht lange bitten. Fröhlich verlassen die beiden das Geschäft.
Roger kommt zurück, um „die Schwester“ abzuholen. Nach einem langen Kuss gehen die Verliebten eng umschlungen aus dem Haus.

### Nachspiel
Bild: Wieder im Gerichtssaal
Mit Spannung hat das Hohe Gericht Roger Fleuriots Erzählung gelauscht. Es erfährt jetzt noch, dass Roger wenige Wochen nach seiner Hochzeit der „Schwester“ auf die Schliche gekommen ist. Nachdem sie ihm die volle Wahrheit offenbart hatte, sei er wieder der alte gehemmte Musikwissenschaftler gewesen. Seither laste die Wahrheit schwer auf seiner Seele.
Der Richter lehnt nicht nur Rogers Scheidungsbegehr ab, sondern redet ihm eindringlich ins Gewissen. Er solle es doch noch einmal mit seiner ihm Angetrauten versuchen. Reichtum sei doch keine Last, sondern erleichtere das Leben. Er merke ganz deutlich, dass bei ihm und seiner Frau die Liebe noch lange nicht erloschen sei. Auf diesem Fundament lasse sich trefflich eine glückliche Ehe errichten, die ein Leben lang halten könne.
Hand in Hand verlassen Roger und Dolly den Gerichtssaal.

## Musikalische Höhepunkte
- Dollys „Um ein bisschen Liebe dreht sich das Leben“ (Tango),
- Rogers „Ich lade Sie ein, Fräulein“ sowie das wohl bekannteste Lied aus dem Werk, nämlich
- Rogers „Mein Mädel ist nur eine Verkäuferin in einem Schuhgeschäft mit 80 Franc Salär in der Woche ...“

## Verfilmungen
1933 verfilmte Karl Hartl das Stück unter dem Titel Ihre Durchlaucht, die Verkäuferin mit Willi Forst und Liane Haid. Gleichzeitig drehte Hartl zusammen mit Henri-Georges Clouzot eine französische Version mit dem Titel Caprice de princesse, in der Marie Bell die Hauptrolle spielte.
Unter der Regie von Paul Martin wurde das Lustspiel 1954 mit Sonja Ziemann, Adrian Hoven, Herta Staal, Paul Hörbiger und Werner Fuetterer in den Hauptrollen verfilmt, siehe Meine Schwester und ich (1954). „Unterhaltungsware aus dem Kino der fünfziger Jahre“ urteilt das Lexikon des internationalen Films.
1956 wurde das Stück unter der Regie von Franz Peter Wirth fürs Fernsehen verfilmt (schwarz-weiß), mit Anneliese Rothenberger als Dolly, Johannes Heesters als Roger, Kurt Großkurth als Filosel. Die musikalischen Arrangements stammen von Friedrich Meier, es spielen Erwin Lehn und sein Südfunk-Tanzorchester.
Eine weitere Fernsehverfilmung der Operette stammt aus dem Jahr 1975. Sie entstand unter der Regie von Fred Kraus für das ZDF. In den Hauptrollen singen und spielen Heidi Brühl, Béla Ernyey, Ernst H. Hilbich, Irene Mann und Willy Millowitsch.